# ضيف غير متوقع (رواية)
ضيف غير متوقع (بالإنجليزية: The Unexpected Guest) هي رواية تم اقتباسها من مسرحية تحمل نفس الاسم تم تأليفها من قبل كاتبة روايات الجريمة أجاثا كريستي.

## نبذة عن الرواية
تعثرت سيارة غريب الضيف غير المتوقع كما يقول العنوان في حفرة وسط الضباب الكثيف على المنطقة الجنوبية من مدينة ويلز بالقرب من الساحل ومن ثم سلك طريقه إلى أحد المنازل حيث وجد امرأة تقف ممسكة بمسدس في يدها بجوار جثة زوجها، ريتشارد وارويك الذي اعترفت بقتله فيقرر الغريب أن يساعدها ويبتكران معا قصة وهمية للتغطية على الجريمة لكن هل يعقل ألاتكون لورا وارويك هي من ارتكب الجريمة في النهاية وإن كان هذا صحيحًا فمن الذي تحميه باعترافها هذا يبدو أن المنزل مليء بالشكوك المحتملة.

## الترجمة العربية
- ضيف غير متوقع - مكتبة جرير.[1]
- نشرت تحت عنوان الحادث من قبل فاروس للنشر والتوزيع والمكتبة الثقافية لبنان بيروت.[2][3]